# بخش‌گویی
اگر برای بیان یک چیز به بخشی از آن اشاره کنیم و منظورمان کل آن چیز باشد یا برعکس، به کلیتی اشاره کنیم و منظورمان جزء باشد، از آرایهٔ بخش‌گویی استفاده کرده‌ایم. بخش‌گویی یکی از آرایه‌های ادبی کهن است و به آن مَجاز مُرسَل هم گفته‌اند.
برای نمونه، اگر می‌گوییم «احمدشاه تاج و تختش را از دست داد»، مراد آن است که سلطنتش را از دست داد. (جزء به کل). یا به‌عکس: اگر کسی از ما پرسید: «سفر می‌روی؟» و ما در جوابش بگوییم «باید با خانه هماهنگ کنم»، منظور ما از خانه همان افراد خانه است (ارادهٔ کل به جزء).
وقتی می‌گوییم «پدر، نان‌بیارِ خانه است»، منظورمان از نان، روزی است و نان، در واقع بخشی از آن به‌حساب می‌آید یا وقتی می‌گوییم که «هزاران دیده، نگرانِ اوست»، منظورمان هزاران انسان است و «چشم» که بخشی از یک انسان است را برای اشاره به انسان به‌کار برده‌ایم.
در «فکر نان کن، که خربزه آب است» منظور از «نان» در واقع کسب و کار و روزی و هر چیزی است که اصل است و «خربزه» به‌جای هر چیزی که فرعی یا تفننی است، قرار می‌گیرد.

## چارلی کافمن و بخش‌گویی
فیلم سینمایی بخش‌گویی، نیویورک (Synecdoche, New York)، ساختهٔ چارلی کافمن که عاطفه و منطق تماشاگر را یکجا نشانه می‌رود، به‌نوعی آرایهٔ ادبی مجاز مرسل را بر سر زبان‌ها انداخته‌است. فیلم، با اشاره به جزء، جزئی که از طریق آن بتوان به یک معنای کلی رسید، تماشاگر را در برزخ و حیرت به تأمل وامی‌دارد.
در نزدیکی نیویورک شهری وجود دارد به نام «اسکِنِکْتِدی» (Schenectady) که چارلی کافمن در آنجا به دنیا آمده و اسم فیلم هم به‌نوعی ارجاع به اسم همان شهر است. هدف اصلی چارلی کافمن برای انتخاب این نام برای فیلمش، جدا از ایهام و بازی با آرایهٔ ادبی مجاز، نوعی بازی واژگانی با واژهٔ شهر «اسکنکتدی» در نیویورک هم هست.
فیلم یادشده در مورد یک کارگردان تئاتر است که می‌خواهد بزرگ‌ترین پروژهٔ زندگی‌اش را در یک انبار نیویورک در ابعاد کوچک بازسازی کرده، جزءبه‌جزء زندگی‌اش را به نمایش بگذارد.